# Гибридный жанр
Гибридный жанр — литературный жанр, сочетающий темы и элементы двух или более разных жанров.
Гибридные жанры являются давним элементом вымышленного процесса. Ранним примером является роман Уильяма Блейка «Свадьба рая и ада», который сочетает поэзию, прозу и гравюру.

## Примеры
В современной литературе трилогия Димитриса Лиакоса «Poena Damni» сочетает вымышленную прозу с драмой и поэзией.
Многие писательницы опубликовали работы гибридных жанров, в том числе Тереза Хак Кён Ча, Джаннина Браски, Гуадалупе Неттель и Бхану Капил. Джаннина Браски создает лингвистические и структурные гибриды комедийного фэнтези и трагикомедии в испанской, спанглишской и английской прозе и поэзии. Кармен Мария Мачадо объединяет психологический роман и научную фантастику как с юмором, так и с элементами готических ужасов.
Фредрик Джеймисон подчеркнул прогрессивные элементы в литературе третьего мира, которые бросают вызов жанровым ожиданиям, таким как роман «Xala».
Дин Кунц считает себя гибридно-жанровым писателем, а не писателем ужасов: "Я пишу гибридно-жанровые книги-саспенс, смешанные с историей любви, с юмором, иногда с двумя столовыми ложками научной фантастики, иногда с щепоткой ужаса, иногда с посыпкой паприки…

## Список гибридных жанров
- Комедийный боевик (боевик и комедия)
- Драматический боевик (боевик и драма)
- Комедийная драма (комедия и драма)
- Комедия ужасов (комедия и ужасы)
- Комедийное фэнтези (комедия и фэнтези)
- Комедийная научная фантастика (комедия и научная фантастика)
- Криминальная драма (криминал и драма)
- Криминальное фэнтези (криминальи фэнтези)[9]
- Тёмное фэнтези (ужасы и фэнтези)
- Документальная драма (драматизированная документалистика)
- Документальная фантастика (документалистика и художественный вымысел)
- Этнофантастика (этнография и художественный вымысел)
- Фэнтезийный вестерн (фэнтези и вестерн)
- Вестерн ужасов (ужасы и вестерн)
- Романтическая комедия (романтика и комедия)
- Романтическое фэнтези (романтика и фэнтези)
- Научное фэнтези (научная фантастика и фэнтези)
- Научно-фантастический вестерн (научная фантастика и вестерн)
- Трагикомедия (трагедия и комедия)
- Зомби-комедия (зомби-апокалипсис и комедия)